# În tren accelerat
În tren accelerat este o operă literară scrisă de Ion Luca Caragiale.